# Jean de Cherchemont
Pour l’article homonyme, voir Jean de Cherchemont (prélat).
Jean de Cherchemont (ou Cerchemont), seigneur de Venours, né à une date inconnue à Ménigoute et décédé le 25 octobre 1328, est chancelier des rois de France Philippe V le Long, Charles IV le Bel et Philippe VI de Valois.

## Biographie

### Premières missions sous Philippe V
Cherchemont est un clerc originaire du Poitou qui a exercé plusieurs fonctions dans sa province natale. Il a notamment été doyen du chapitre cathédral de Poitiers. Quelques années plus tard, il fonde une église collégiale à Ménigoute, sa ville natale. Entré au service du roi Philippe V le Long, il est membre de la Grand'chambre du parlement de Paris en 1316, tout étant vraisemblablement chanoine de Notre-Dame de Paris. Cherchemont devient à la même époque chancelier de Charles de Valois, le prince le plus influent du royaume après le roi. Il remplit pour lui diverses missions, notamment une ambassade en Avignon auprès du pape Jean XXII. Grâce à l'appui de son maître, Cherchemont est nommé en janvier 1321 chancelier de France par le roi Philippe V. 

### Éviction provisoire et retour en faveur sous Charles IV
Il ne jouit toutefois pas longtemps de cette faveur car, à la mort de Philippe V moins d'un an plus tard, son frère et successeur Charles IV le remplace par son propre chancelier Pierre Rodier. Toutefois Cherchemont ne subit pas de disgrâce et reste dans les faveurs du roi, grâce à la protection de Charles de Valois. Ce dernier l'envoie en juillet 1323 en Angleterre, afin de négocier le mariage du comte de Chester, le futur Édouard III, avec sa fille Marie de Valois. Au cours de l'année 1323, le chancelier Rodier est nommé évêque de Carcassonne et abandonne son poste. Charles IV, très influencé par son oncle Valois, décide de redonner le cancellariat à Cherchemont le 19 novembre 1323. Cette fois-ci, Cherchemont conserve son poste pendant toute la durée du règne, même après la mort du comte de Valois en décembre 1325. En mai 1325, il scelle la paix entre la France et l'Angleterre après la guerre de Saint-Sardos.

### Service auprès de Philippe VI et mort
En février 1328, le chancelier de Cherchemont soutient les prétentions au trône de France de Philippe de Valois, fils de son ancien protecteur. Cette fidélité lui permet de garder ses fonctions pendant la régence, puis après l'accession au trône de celui-ci. Au cours de ce dernier cancellariat, il n'a de cesse d'accompagner le souverain dans ses déplacements, en particulier dans sa campagne en Flandre, qui s'achève par l'éclatante victoire de Cassel. Peu après son retour à Paris, le chancelier part pour Ménigoute mais décède en route le 25 octobre 1328. Son neveu Jean officie en tant qu'évêque d'Amiens de 1325 à 1373.

## Note et référence
1. ↑  Cf. G.Tessier